# Galette des Rois

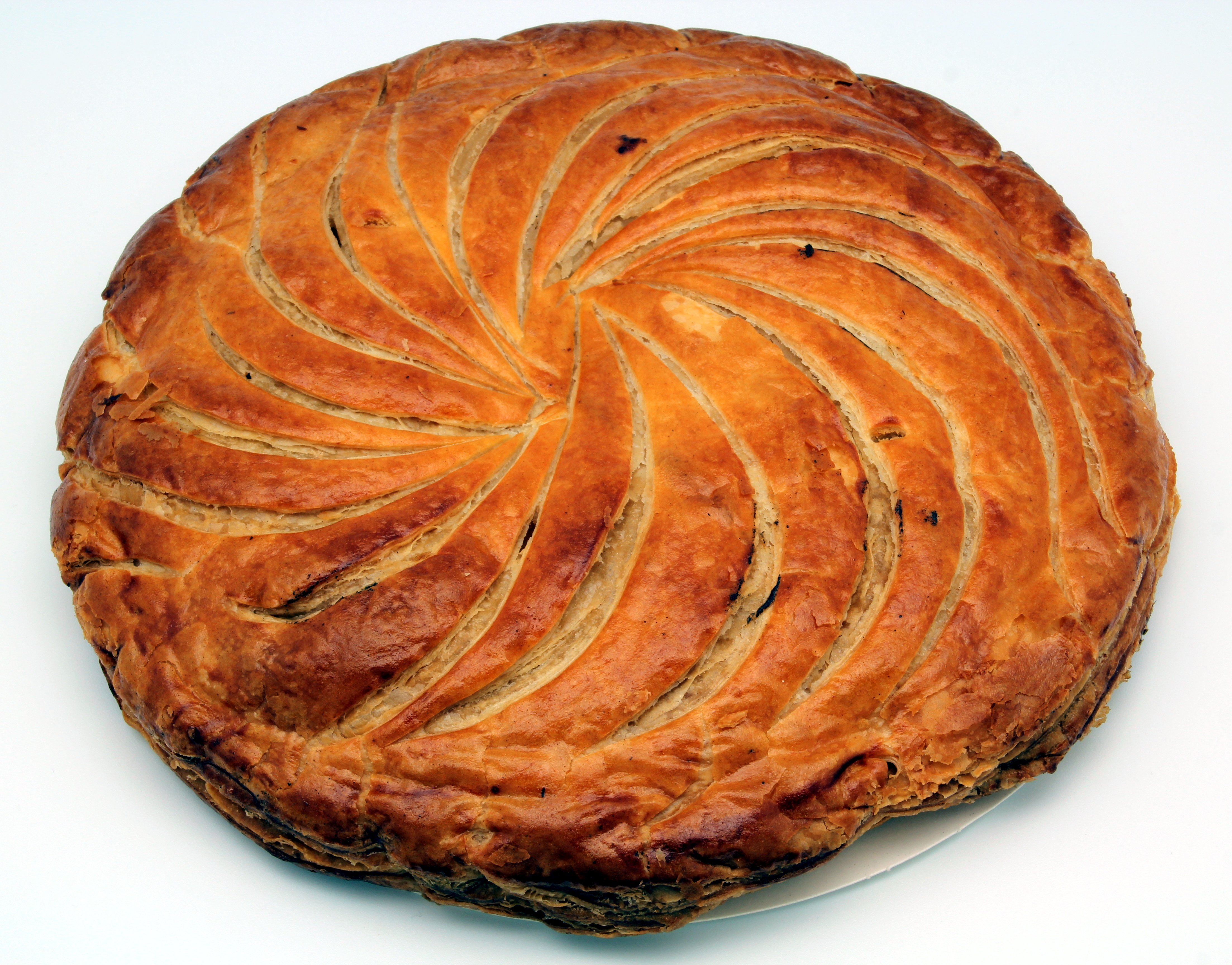
Galette des rois.

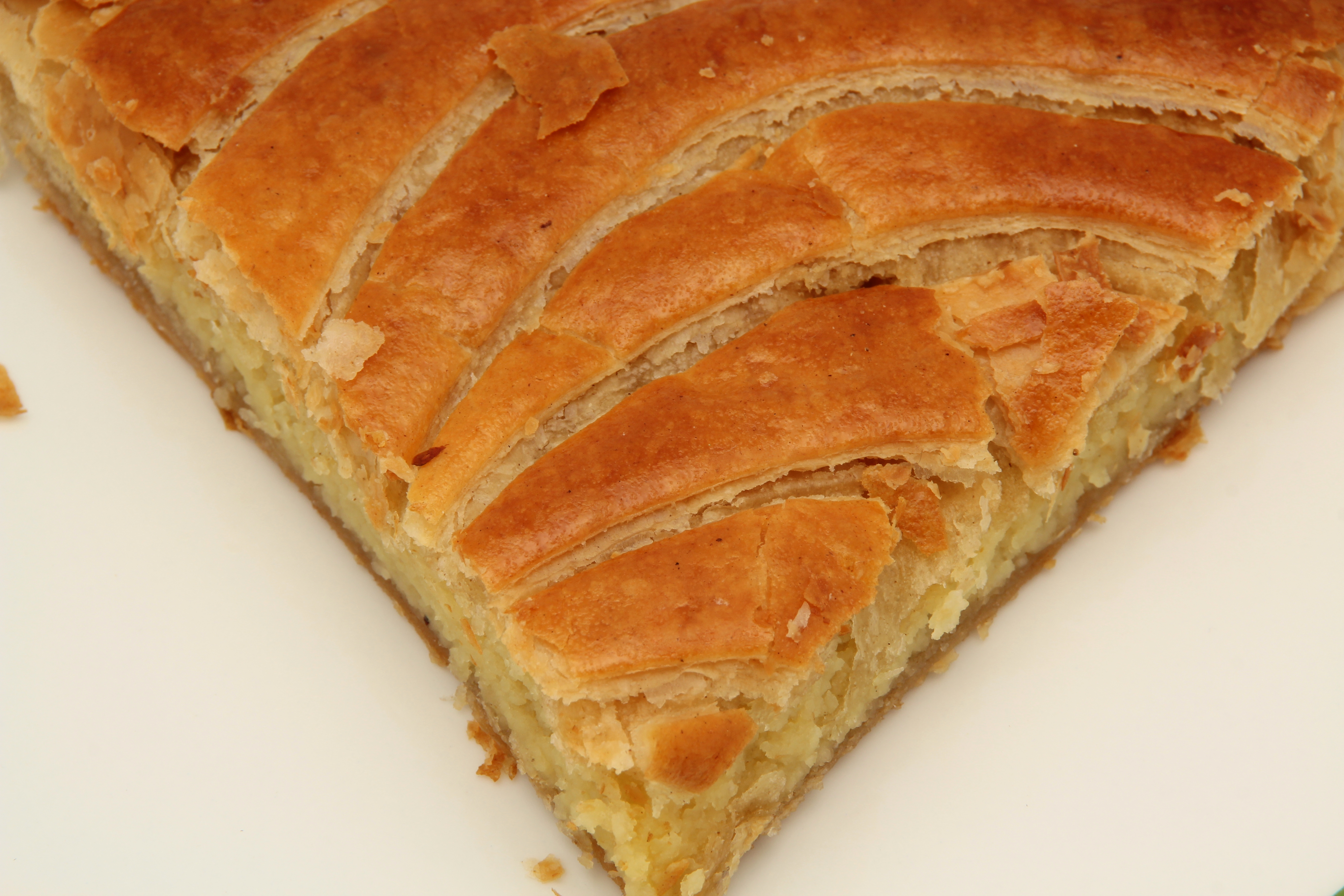
Galette des rois, su corte muestra el relleno de pasta de almendras.

La galette des rois (en español: tarta de los reyes) es una tarta que celebra la Epifanía, tradicionalmente vendida y consumida durante los primeros días del año en Francia y en Bélgica. La galette des rois ha ido sustituyendo la couronne des rois o gâteau des rois en el sur.
La galette des rois es una tarta de hojaldre que oculta en su interior una fève (haba, en español). Aquel que encuentre dicha haba se convertirá en el rey o reina del día y deberá portar la corona de cartón que suele acompañar la galette. Está a menudo rellena de crema frangipane.